# جامعة كوبه شوين للنساء
جامعة كوبه شوين للنساء (باليابانية: 神戸松蔭女子学院大学، وتُنطق: كوبه شوين جوشي جاكوين دايغاكو) هي جامعة خاصة مخصصة للنساء، تقع في حي ناذا بمدينة كوبي في غرب اليابان. تأسست في عام 1892 على يد مبشّرات زائرات، وتُعد واحدة من أقدم مؤسسات التعليم العالي الخاصة بالنساء في المنطقة.

## البرامج الأكاديمية
تقدم الجامعة برامج دراسية لمدة أربع سنوات في عدة كليات تشمل الآداب، واللغات، والعلوم الإنسانية، والتعليم، والعلوم الاجتماعية. كما تُسجِّل سنويًا حوالي 2500 طالبة من مختلف أنحاء اليابان.

## الدراسات العليا
تضم الجامعة أيضًا كلية للدراسات العليا تمنح درجات الماجستير والدكتوراه في تخصصات مثل علم النفس واللسانيات، مما يجعلها مركزًا أكاديميًا مهمًا للبحث المتقدم في هذه المجالات.

## التاريخ
تأسست الجامعة في أواخر القرن التاسع عشر في إطار جهود التعليم المسيحي النسائي من قبل مبشرات أجنبيات، واستمرت في التطور لتصبح مؤسسة أكاديمية حديثة تحظى بالاحترام، محافظةً على هويتها الأصلية في دعم تعليم المرأة.

## الموقع
تقع الجامعة في منطقة ناذا بمدينة كوبي، وهي منطقة هادئة وشهيرة بمؤسساتها التعليمية، وتوفر بيئة مناسبة للدراسة الجامعية والحياة الطلابية.